# Cephonodes lifuensis
Cephonodes lifuensis là một loài bướm đêm thuộc họ Sphingidae. Nó được tìm thấy ở Nouvelle-Calédonie.